# چاودیر

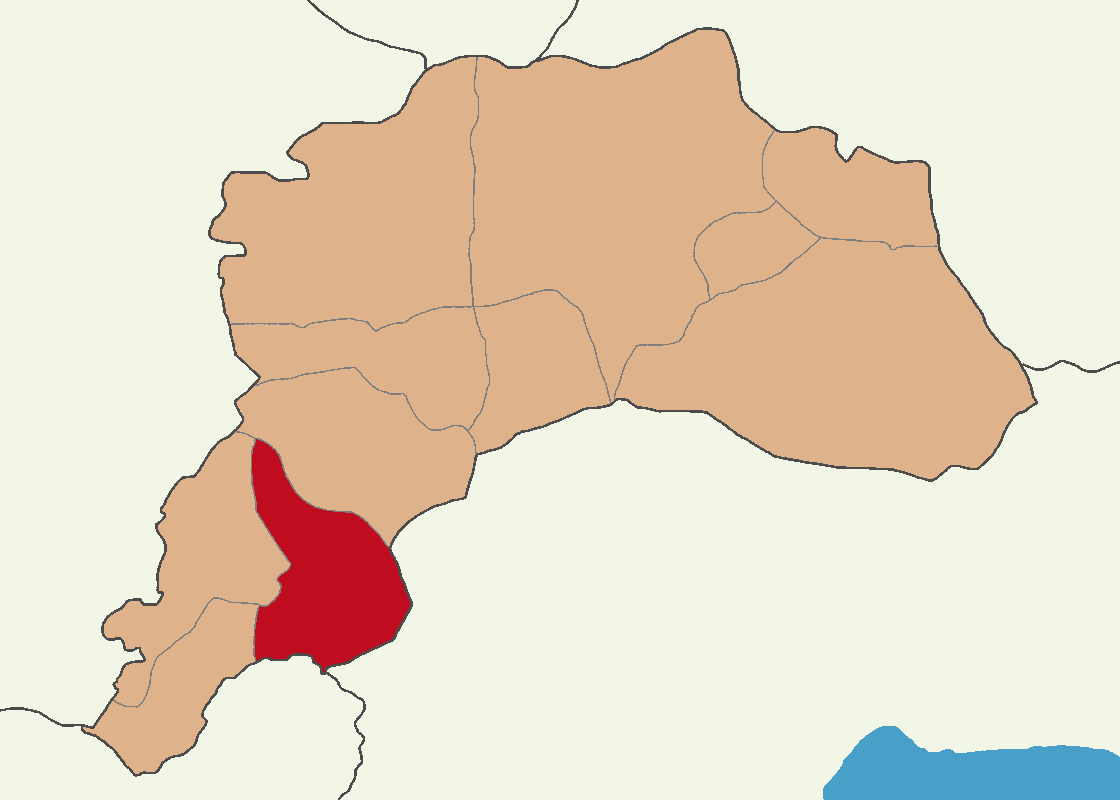
شهر چاودیر

چاودیر (به ترکی استانبولی: Çavdır) یک منطقهٔ مسکونی در ترکیه است که در استان بوردور واقع شده‌است. چاودیر ۱٬۰۲۱ متر بالاتر از سطح دریا واقع شده‌است.